# Soul salvation
「Soul salvation」（ソウル・サルヴェーション）は、林原めぐみの43枚目のシングル。2021年4月14日にKING AMUSEMENT CREATIVEから発売された（KICM-2077）。

## 概要
前作「今際の死神」から約4年2か月ぶりに発売されたシングルである。表題曲の「Soul salvation」はテレビアニメ『SHAMAN KING』のオープニングテーマに、カップリング曲の「#ボクノユビサキ」はエンディングテーマとなっており、ダブルタイアップとなっている。
カップリング曲「#ボクノユビサキ」は音声合成ソフトを用いたテイストの曲となっているが、フィルターをかけているものの音声合成ソフトは使用しておらず、全て林原が音声合成ソフトを演じて歌唱している。
2021年4月14日のシングル発売に先駆けて、表題曲の「Soul salvation」が4月1日に音楽配信サービスにて先行配信された。なお、カップリング曲の「#ボクノユビサキ」は、シングル発売日の4月14日に配信が開始された。

## ディスクジャケット
パッケージは初回製造分のみデジパック仕様となっており、ジャケットの表には深い赤を基調とした、林原が演じる恐山アンナ彷彿とさせるような力強い眼差しの林原の写真。ジャケットの裏には『SHAMAN KING』の原作者・武井宏之が描きおろしたイラストがそれぞれ使用されている。

## 収録曲
| 全作詞: MEGUMI。 |                                          |           |              |              |      |
| #                | タイトル                                 | 作詞      | 作曲         | 編曲         | 時間 |
| 1.               | 「Soul salvation」                       | MEGUMI    | たかはしごう | たかはしごう | 3:53 |
| 2.               | 「#ボクノユビサキ」                      | MEGUMI    | 要田健       | 要田健       | 3:50 |
| 3.               | 「Soul salvation（OFF VOCAL VERSION）」  | MEGUMI    |              |              | 3:52 |
| 4.               | 「#ボクノユビサキ（OFF VOCAL VERSION）」 | MEGUMI    |              |              | 3:47 |
| 合計時間:        | 合計時間:                                | 合計時間: | 合計時間:    | 15:22        |      |

## Soul salvation ～Flowering period～
「Soul salvation ～Flowering period～」は、林原めぐみの配信限定シングル。2022年7月29日にKING AMUSEMENT CREATIVEから発売された（NOPA-3367）。
「Soul salvation」のバラードアレンジバージョン。編曲はオリジナルと同じくたかはしごうが担当している。元々は『SHAMAN KING Blu-ray BOX 4』の初回限定版に同梱されているアルバム『SHAMAN KING オリジナル・サウンドトラック集②/キャラクターソング集』の収録曲である。
ジャケットイラストは武井宏之による書き下ろしである。

### 収録曲
| #         | タイトル                                | 作詞      | 作曲         | 編曲         | 時間 |
| --------- | --------------------------------------- | --------- | ------------ | ------------ | ---- |
| 1.        | 「Soul salvation ～Flowering period～」 | MEGUMI    | たかはしごう | たかはしごう | 4:58 |
| 合計時間: | 合計時間:                               | 合計時間: | 合計時間:    | 合計時間:    | 4:58 |